# Вулканело (Месина)
Вулканело је насеље у Италији у округу Месина, региону Сицилија.
Према процени из 2011. у насељу је живело 49 становника. Насеље се налази на надморској висини од 39 м.